# 가스가노미치역 (한큐 전철)
가스가노미치역(일본어: 春日野道駅, かすがのみちえき)은 일본 효고현 고베시 주오구에 있는 한큐 전철 고베 본선의 역이다. 역 번호는 HK-15이다.

## 역사
- 1936년 4월 1일: 한신 급행 전철 고베 선의 고베 역(현, 고베산노미야 역) 연장과 동시에 영업 개시.
- 1945년 6월: 영업 정지.
- 1946년 5월 15일: 영업 재개.
- 1948년 9월 8일: 13시 35분경, 본 역의 동쪽으로 100m 거리에 고가선 상에서 정차하고 있던 우메다 행 보통 열차에 급행 열차가 추돌하는 사고가 발생하여[1] 본 역의 급커브에서 조망이 좋지 않은 것이 사고의 원인이 되었다.[2]
- 1968년 4월 7일: 고베 고속 철도 개통에 따라, 산요 전기철도의 열차가 다니게 됨.
- 1995년
  - 1월 17일: 한신・아와지 대지진으로 재해, 영업 정지.
  - 3월 13일: 오지코엔 ~ 산노미야 역 구간이 복구되고 당역 ~ 산노미야 역 구간에서 보통 열차의 정기 왕복 운행 개시.
  - 6월 1일: 오카모토 ~ 미카게 역 구간이 복구되어 슈쿠가와 ~ 고베 고속 철도 신카이치 역 구간에서 보통 열차의 정기 왕복 운행 개시.
  - 6월 12일: 니시노미야키타구치 ~ 슈쿠가와 역 구간이 복구되고, 개통.
- 1998년 2월 15일: 산요 전기철도와 상호 직통 운전 중단.
- 2013년 12월 21일: 역 번호 도입.

## 역 구조
섬식 승강장 1면 2선의 고가역에서 옆에는 도카이도 본선(JR 고베 선)이 병행하여 달리고 있다. 분기기, 절대 신호가 없어 정류장으로 분류된다. 승강장은 2층에서 역사(개찰구)는 우메다 방향의 1개소 뿐이고, 고가 밑에 있다.
승강장 폭은 일반적인 역과 비교하면 좁고 나카쓰 역 보다는 다소 넓지만 속도 제한 구간 내도 통과 열차는 85 ~ 90km/h의 고속으로 통과한다. 나카쓰 역과 마찬가지로 줄 서기 승차를 위한 승차 위치 표시는 설치되지 않았다.

### 승강장
| 남측 | ■ 고베 본선(하행) | 고베 (산노미야)・신카이치・산요 전철선 방면                |
| 북측 | ■ 고베 본선(상행) | 오사카 (우메다)・니시노미야키타구치・교토・다카라즈카 방면 |

## 역 주변
한신 전기철도에도 가스가노미치 역이 있지만 직선 거리로 450m 정도 떨어져 있다.
- 가스가노 상점가 - 한신 가스가노미치 역과 본 역을 잇는 쇼핑 아케이드.
- 가스가노사카 상점가
- 다이니치 상점가
- 나카니시 시장
- 다이안테이 시장
- 고베 가스가노 우체국
- 고베 시립 가스가노 초등학교
- 고베 시립 후키아이 중학교
- 고베 시립 과학 기술 고등학교
- 고베 시립 고베 공과 고등학교
- 신코 병원
- 고베 헤세이 병원

## 사진

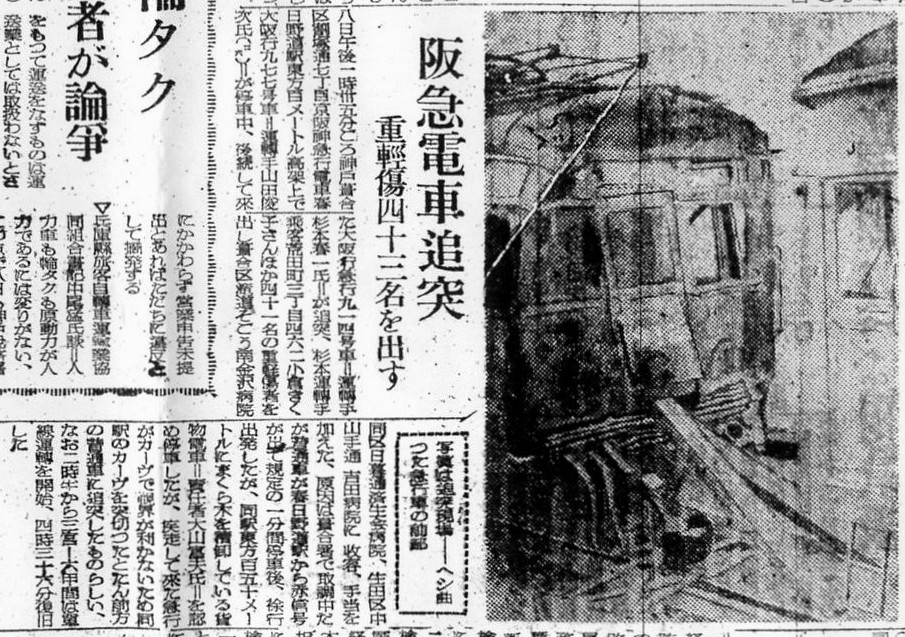
한큐 가스가노미치 역 사고 신문 내용
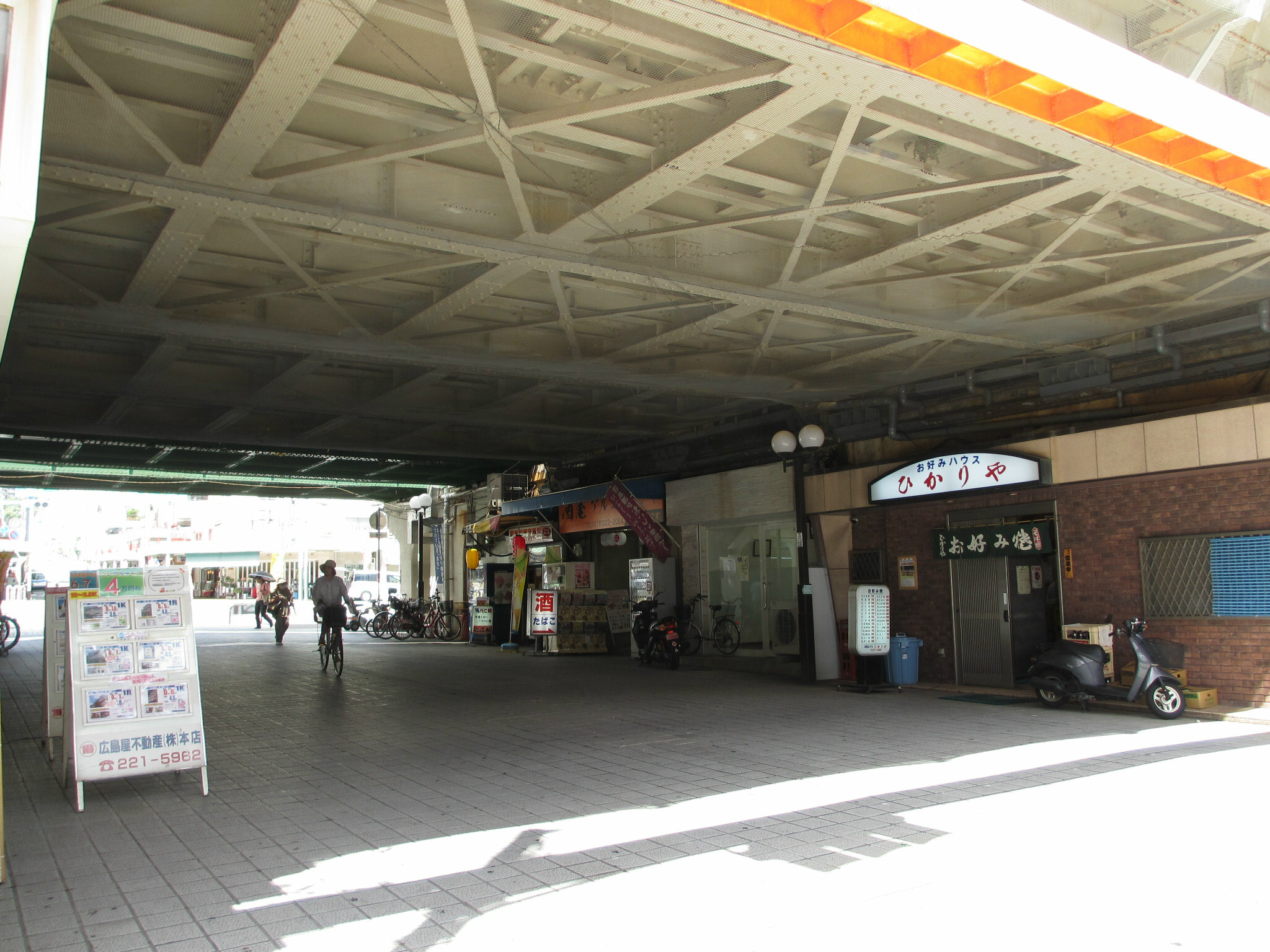
고가시타
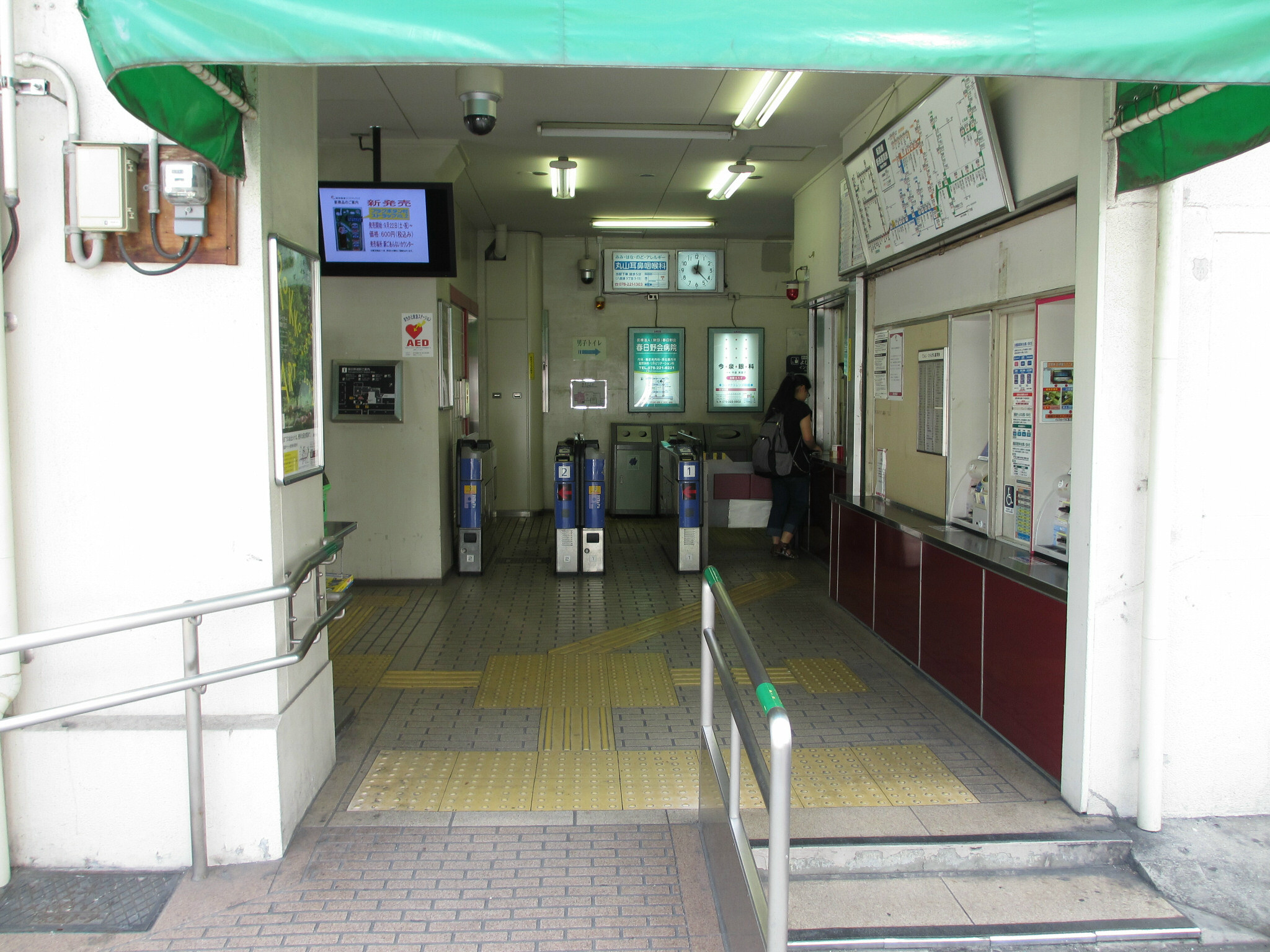
개찰구
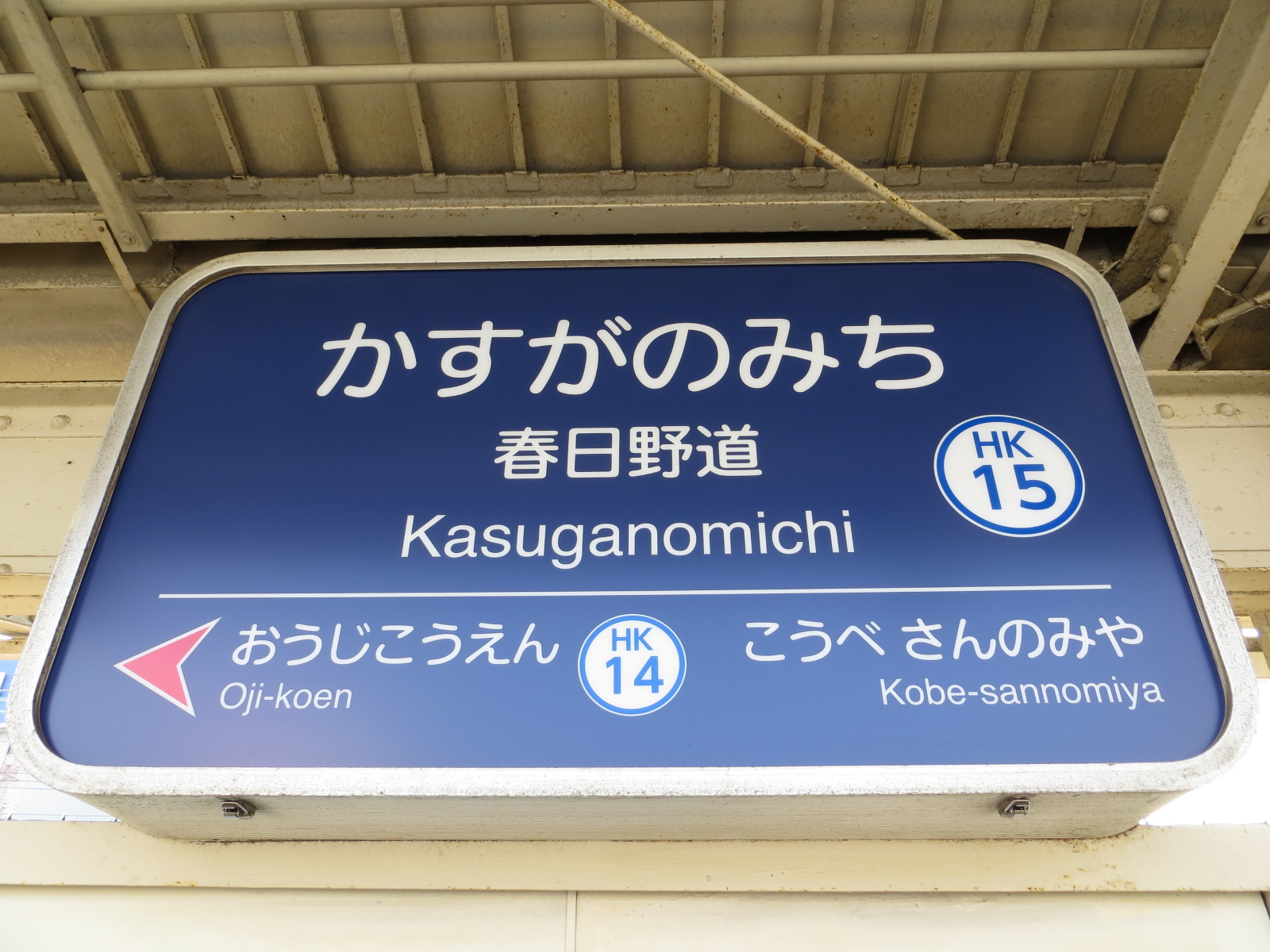
역명판

## 인접역
| 한큐 전철 ■ 고베 본선      | 한큐 전철 ■ 고베 본선    | 한큐 전철 ■ 고베 본선            |
| -------------------------- | ------------------------ | -------------------------------- |
| HK-14 오지코엔 우메다 방면 | ■ 급행 ■ 통근급행 ■ 보통 | 고베산노미야 HK-16 신카이치 방면 |